# Kabinet-Fanfani III
Het kabinet–Fanfani III was de Italiaanse regering van 26 juli 1960 tot 20 februari 1962. Het kabinet was een minderheidsregering en werd gevormd door de politieke partij Democrazia Cristiana (DC) met gedoogsteun van de Sociaaldemocratische Partij van Italië (PSDI), de Liberale Partij van Italië (PLI) en de Republikeinse Partij van Italië (PRI) na het aftreden van het vorige kabinet, waarna oud-premier Amintore Fanfani opnieuw werd benoemd als premier.

## Kabinet–Fanfani III (1960–1962)
| Ambtsbekleder | Ambtsbekleder              | Ambtsbekleder                          | Functie                                  | Ambtstermijn     | Ambtstermijn     | Partij |
| ------------- | -------------------------- | -------------------------------------- | ---------------------------------------- | ---------------- | ---------------- | ------ |
|               | Amintore Fanfani           | Amintore Fanfani (1908–1999)           | Premier                                  | 26 juli 1960     | 20 juni 1963     | DC     |
|               | Attilio Piccioni           | Attilio Piccioni (1892–1976)           | Vicepremier                              | 25 maart 1960    | 5 december 1963  | DC     |
|               | Umberto Delle Fave         | Umberto Delle Fave (1912–1986)         | Secretaris- generaal                     | 26 juli 1960     | 20 juni 1963     | DC     |
|               | Mario Scelba               | Mario Scelba (1901–1991)               | Minister van Binnenlandse Zaken          | 26 juli 1960     | 20 februari 1962 | DC     |
|               | Antonio Segni              | Antonio Segni (1891–1972)              | Minister van Buitenlandse Zaken          | 25 maart 1960    | 6 mei 1962       | DC     |
|               | Giuseppe Trabucchi         | Giuseppe Trabucchi (1904–1975)         | Minister van Financiën                   | 25 maart 1960    | 20 juni 1963     | DC     |
|               | Paolo Emilio Taviani       | Paolo Emilio Taviani (1912–2001)       | Minister van de Schatkist                | 25 maart 1960    | 20 februari 1962 | DC     |
|               | Giuseppe Pella             | Giuseppe Pella (1902–1981)             | Minister van het Budget                  | 26 juli 1960     | 20 februari 1962 | DC     |
|               | Guido Gonella              | Guido Gonella (1905–1982)              | Minister van Justitie                    | 20 mei 1957      | 20 februari 1962 | DC     |
|               | Emilio Colombo             | Emilio Colombo (1920–2013)             | Minister van Economische Zaken           | 15 februari 1959 | 22 juni 1963     | DC     |
|               | Giulio Andreotti           | Giulio Andreotti (1919–2013)           | Minister van Defensie                    | 15 februari 1959 | 24 februari 1966 | DC     |
|               | Camillo Giardina           | Camillo Giardina (1907–1985)           | Minister van Volksgezondheid             | 15 februari 1959 | 20 februari 1962 | DC     |
|               | Fiorentino Sullo           | Fiorentino Sullo (1921–2000)           | Minister van Arbeid en Sociale Zaken     | 26 juli 1960     | 20 februari 1962 | DC     |
|               | Giacinto Bosco             | Giacinto Bosco (1905–1997)             | Minister van Onderwijs                   | 26 juli 1960     | 20 februari 1962 | DC     |
|               | Giuseppe Spataro           | Giuseppe Spataro (1897–1979)           | Minister van Transport                   | 26 juli 1960     | 20 februari 1962 | DC     |
|               | Benigno Zaccagnini         | Benigno Zaccagnini (1912–1989)         | Minister van Infrastructuur              | 26 juli 1960     | 20 februari 1962 | DC     |
|               | Mariano Rumor              | Mariano Rumor (1915–1990)              | Minister van Landbouw                    | 15 februari 1959 | 22 juni 1963     | DC     |
|               | Lorenzo Spallino           | Lorenzo Spallino (1897–1962)           | Minister van Communicatie                | 26 juli 1960     | 27 mei 1962      | DC     |
|               | Alberto Folchi             | Alberto Folchi (1897–1977)             | Minister van Toerisme                    | 26 juli 1960     | 5 december 1963  | DC     |
|               | Giuseppe Codacci Pisanelli | Giuseppe Codacci Pisanelli (1913–1988) | Minister voor Parlementaire Betrekkingen | 26 juli 1960     | 5 december 1963  | DC     |
|               | Tiziano Tessitori          | Tiziano Tessitori (1895–1973)          | Minister voor Publieke Diensten          | 26 juli 1960     | 20 februari 1962 | DC     |
|               | Mario Martinelli           | Mario Martinelli (1906–2001)           | Minister voor Buitenlandse Handel        | 25 maart 1960    | 20 februari 1962 | DC     |
|               | Angelo Raffaele Jervolino  | Angelo Raffaele Jervolino (1890–1985)  | Minister voor de Koopvaardij             | 15 februari 1959 | 20 februari 1962 | DC     |
|               | Giorgio Bo                 | Giorgio Bo (1905–1980)                 | Minister voor Staats- deelnemingen       | 26 juli 1960     | 12 december 1968 | DC     |
|               | Giulio Pastore             | Giulio Pastore (1902–1969)             | Minister voor Zuid-Italië                | 1 juli 1958      | 24 juni 1968     | DC     |

De Gasperi II · De Gasperi III · De Gasperi IV · De Gasperi V · De Gasperi VI · De Gasperi VII · De Gasperi VIII · Pella · Fanfani I · Scelba · Segni I · Zoli · Fanfani II · Segni II · Tambroni · Fanfani III · Fanfani IV · Leone I · Moro I · Moro II · Moro III · Leone II · Rumor I · Rumor II · Rumor III · Colombo · Andreotti I · Andreotti II · Rumor IV · Rumor V · Moro IV · Moro V · Andreotti III · Andreotti IV · Andreotti V · Cossiga I · Cossiga II · Forlani · Spadolini I · Spadolini II · Fanfani V · Craxi I · Craxi II · Fanfani VI · Goria · De Mita · Andreotti VI · Andreotti VII · Amato I · Ciampi · Berlusconi I · Dini · Prodi I · D'Alema I · D'Alema II · Amato II · Berlusconi II · Berlusconi III · Prodi II · Berlusconi IV · Monti · Letta · Renzi · Gentiloni · Conte I · Conte II · Draghi · Meloni